# West Tarring
West Tarring är en stadsdel i Worthing, i distriktet Worthing, i grevskapet West Sussex, i England. Stadsdelen hade 8 466 invånare år 2021. West Tarring var en civil parish fram till 1902 när blev den en del av Worthing, Durrington och Goring by Sea. Civil parish hade 1 720 invånare år 1901. Byn nämndes i Domedagsboken (Domesday Book) år 1086, och kallades då Terringes.